# Port Hope (Ontario)
Port Hope es un municipio canadiense situado en la provincia de Ontario.

## Superficie
Port Hope tiene una superficie de 278,8 km².

## Demografía
En 2021, tenía 17 294 habitantes, una densidad poblacional de 62 hab./km², y 7607 viviendas.